# Live Acoustic (EP)
Live Acoustic EP es el cuarto EP de la banda estadounidense de rock alternativo VersaEmerge. Fue lanzado el 23 de agosto de 2011 a través de descarga digital, e incluye covers de Britney Spears, Estelle y Katy Perry junto con dos canciones acústicas.
El EP alcanzó el puesto número cuarenta y uno en el Billboard Top Heatseekers.

## Lista de canciones
| N.º | Título                            | Duración |  |
| 1.  | «Toxic (cover de Britney Spears)» | 3:11     |  |
| 2.  | «Father Sky (versión acústica)»   | 3:50     |  |
| 3.  | «E.T. (cover de Katy Perry)»      | 2:53     |  |
| 4.  | «Mythology (versión acústica)»    | 3:45     |  |
| 5.  | «American Boy (cover de Estelle)» | 2:43     |  |

## Personal
- Sierra Kusterbeck - voz
- Blake Harnage - guitarra, coros